# باسكال الالب
باسكال الالب (بالفرنسية: Pascal Elbé)‏
```
(و. 
1967
 – 
م
)
[
2
]
 هو 
ممثل
، 
ومخرج سينمائي
 من 
فرنسا
 . ولد في 
كولمار
 .
[
3
]
```

## روابط خارجية
- باسكال الالب على موقع IMDb (الإنجليزية)
- باسكال الالب على موقع ألو سيني (الفرنسية)
- باسكال الالب على موقع أول موفي (الإنجليزية)
- باسكال الالب على موقع قاعدة بيانات الفيلم (الإنجليزية)
- باسكال الالب على موقع كينوبويسك (الروسية)